# Библиотекарь (роман)
«Библиоте́карь» — роман русского писателя Михаила Елизарова, опубликованный в издательстве «Ad Marginem» в 2007 году, лауреат премии «Русский Букер» за 2008 год. В июне 2023 года на экраны вышел снятый по его мотивам сериал.

## Сюжет
Главный герой романа 27-летний Алексей Вязинцев случайно узнаёт, что книги малоизвестного советского писателя Дмитрия Громова, написанные в 1950-е — 1970-е годы («Пролетарская», «Счастье, лети!», «Нарва», «Дорогами труда», «Серебряный плёс», «Тихие травы», «Дума о сталинском фарфоре»), по неизвестным причинам обладают магической силой. Истинный эффект проявляется только при непрерывном и «тщательном» чтении оригинальных изданий книг Громова, на слушателей его воздействие оказывается несколько более слабым. Суперспособностями, которые давали разные книги, являются Сила, Ярость, Память, Терпение, Власть, Радость, Смысл.
Люди, познавшие тайную силу книг, объединяются в кружки («библиотеки» и «читальни»), которые защищают свои экземпляры книг Громова и пытаются завладеть чужими. По негласному кодексу «читателей» при конфликтах запрещено использовать огнестрельное оружие (чтобы не привлекать дополнительное внимание правоохранительных органов), поэтому в ход активно идут холодное оружие, переделанные в оружие предметы хозяйственного обихода и самодельные доспехи (погибшие либо утилизируются самостоятельно, либо все выставляется за несчастный случай или бытовое преступление). Каждая «библиотека» мечтает собрать полное собрание сочинений Громова из 7 книг, но одна книга («Дума о сталинском фарфоре») отсутствует. После прочтения этой книги и уяснения термина «неусыпаемая псалтырь», Алексею Вязинцеву открывается, для чего Дмитрий Громов написал свои книги.

## Замысел и реализация идеи
О возникновении замысла автор сказал так:

Я жил в крошечной деревне, в 100 км от Мюнстера. В деревне была бойня, где три раза в неделю забивали свиней. И три раза в неделю везде чудовищно пахло, можно было сойти с ума от запаха. Вечером, когда накатывал шквал этого запаха, я бросался запирать окна. И в один из этих вечеров возникла идея «Библиотекаря», я сел и тут же написал первую главу. Стимулом стало мёртвое свиное мясо. Почему именно оно — не поддаётся логике.

Я всегда с большим теплом вспоминал своё советское детство. Как бы мне ни пытались в течение многих лет доказать, что это всё неправда, что на самом деле я жил плохо, родители мои жили неправильно, вся моя страна жила неправильно, и победили мы в Великой Отечественной войне не благодаря, а вопреки, — меня это страшно раздражало!… И мне захотелось поговорить о той стране, где существовали какие-то другие ценности. Где практиковалась почти платоновская метафизика: важна была идея, а не её материальное воплощение. Выбор был между хлебом белым и чёрным… Это на самом деле дико правильно, потому что выбор должен быть аналоговым: «да» или «нет»… А главное — это «быть» или «не быть». Это основной экзистенциальный выбор, который ты делаешь каждый раз.

Я ничего не романтизирую, не ностальгирую. Конкретно в тексте Советского Союза нет, там есть просто человеческие отношения, которые связаны с теми идеалами, которые продвигала советская культурная эстетика. Это та достойная форма поведения, которая при нынешнем капиталистическом строе совершенно утеряна. Сейчас же кризис не только финансовый, но и человеческий. А критики цепляются к деталям, пытаются запихнуть текст в жанр пародии — им так легче, с постмодернизмом-то.

Фантастические элементы в романе Михаил Елизаров объяснил следующим образом:

Все эти элементы, мистические или сказочные, использую как некие ферменты, облегчающие пищеварение. У меня есть идея, которую я собираюсь сообщить, и, если её представить в чистом, голом виде, она может показаться неинтересной и быть отторгнутой.

## Критика
Роман «Библиотекарь» и последующее присуждение ему премии «Русский Букер» вызвало длительные и бурные дискуссии среди литераторов:
- По мнению критика Виктора Топорова, роман «Библиотекарь» — «философская притча с элементами фантастики и сильным подражанием Владимиру Шарову („Репетиции“!) и отчасти Владимиру Сорокину… он пытается переписать заведомо бесчеловечную антиутопию так, чтобы она — вопреки здравому смыслу, да и просто вопреки всему, — превратилась в проникнутую „нас возвышающим обманом“ утопию»[12]. Топоров заявлял: «Присуждение Букера роману „Библиотекарь“ Михаила Елизарова — это прорыв и выход из болота толстожурнальной литературы»[11].
- Антон Нечаев написал, что «„Библиотекарь“ — книга Хорошего Стиля, исполненного простоты и достоинства»[13].
- Роман Арбитман характеризует «Библиотекарь» как «произведение, проникнутое какой-то истерической ностальгией по канувшей в небытие советской Атлантиде»[14] .
- «Низкопробный фашистский трэш», — так отозвался о «Библиотекаре» член Букеровского комитета Александр Кабаков[15].
- По мнению Аллы Латыниной, «в вину Елизарову (а кто и в заслугу) ставят актуализацию советского мифа, романтизацию СССР, реабилитацию соцреализма и всего советского, канонизацию советского прошлого и так далее… Но… я всё же скажу, что получилось у него нечто противоположное… В общем — роман местами неплох, но растянут, переполнен однотипными сценами сражений, перегружен мельтешащими персонажами, подпорчен нелепым финалом. Это никакой не трэш — это литература. Прочесть — стоит. На Букера не тянет»[16].
- Галина Юзефович написала: «Творчество молодого харьковско-немецко-московского литератора едва ли способно стать объектом искренней народной любви или хотя бы массового интереса. Вялый сюжет, вымученный, немузыкальный стиль и, главное, ощущение катастрофической вторичности по отношению к прозе Владимира Сорокина дополняется в случае „Библиотекаря“ ещё и полнейшей идеологической невнятицей»[17].
- Поэт и критик Дмитрий Быков так охарактеризовал награждение романа премией «Русский букер»: «После награждения откровенно пародийного персонажа по фамилии Елизаров можно было за премией уже не следить»[18].

## Экранизация
В июле 2022 года начались съёмки сериала режиссёра Игоря Твердохлебова по мотивам романа с Никитой Ефремовым в главной роли. Телевизионная премьера сериала состоялась 27 августа 2023 года на канале РЕН-ТВ.